# Litsea imbricata
Espèce
Statut de conservation UICN

 EN B1+2c : En danger
Litsea imbricata est une espèce de plantes à fleurs de la famille des Lauraceae.

## Publication originale
- Bulletin de la Société Botanique de France lxxi. 1108. 1925.